# Consolat General d'Argentina a Barcelona
El Consolat General i Centre de Promoció de la República Argentina a Barcelona (en castellà: Consulado General y Centro de Promoción de la República Argentina en Barcelona) és la missió diplomàtica de l'Argentina a la ciutat de Barcelona. Es troba al número 11 del passeig de Gràcia, al districte de l'Eixample de Barcelona. D'ençà del 1 de august de 2022, la cònsol general és Rossana Cecilia Surballe.
El consolat general és supervisat per l'ambaixada argentina a Madrid. La seva jurisdicció abasta Catalunya, el País Valencià, l'Aragó i Andorra.